# Břežany (železniční zastávka)
Břežany jsou železniční zastávka v km 100,176 železniční tratě z Brna do Hrušovan nad Jevišovkou, asi dva kilometry od obce Břežany, mezi zastávkami Dolenice a Pravice.

## Historie
V letech 1868–1870 byla společností c. k. privilegovaná Rakouská společnost státní dráhy (StEG) budována trať z Vídně přes Hrušovany nad Jevišovkou do Brna. Železniční stanice byla otevřena 15. září 1870 průjezdem slavnostního vlaku taženou lokomotivou Branitz a uvedena do provozu pod názvem Frischau (Fryšava). Podle původních plánů StEG měla z Fryšavy vycházet odbočná trať do Znojma. Z těchto důvodů byly ve stanici tři dopravní a jedna manipulační kolej a byla postavena typizovaná výpravna. Rozhodnutí o odbočné trati bylo záhy zrušeno a přeneseno do Hrušovan nad Jevišovkou. V roce 1994 byla zrušena jedna kolej a později další. Od roku 1996 se stala zastávkou, kterou prochází jedna kolej.

## Popis
V zastávce je jedno jednostranné úrovňové nástupiště o délce 246 metrů, výška nástupní hrany je 250 mm nad temenem kolejnice. V zastávce nejsou informační tabule.

### Výpravní budova
Architektem typizované výpravní budovy III.B třídy je Carl Schumann. Typově stejná výpravní budova je i v Moravském Krumlově, obdobné budovy s delšími křídly také ve Střelicích, Moravských Bránicích, Miroslavi a Hrušovanech nad Jevišovkou-Šanově. Dvoupodlažní budova je postavena na půdorysu obdélníku zakončena sedlovou střechou s malým přesahem (francouzský vliv). Po stranách tříosého středového rizalitu, který byl orientován do ulice i k dráze, byla dvouosá křídla. Rizalit byl ukončen vysokým štítem s kruhovým oknem a lemovaný zubořezem. Fasáda byla hladce omítaná s rohovými neomítanými lizénami dělená členěnou kordonovou a hlavní římsou. Obdélná okna byla v cihelných neomítaných šambránách se segmentovým záklenkem. V přízemí rizalitu byl vestibul s okénkem pokladny. V křídlech byly umístěny čekárny na jedné straně a kanceláře a byty na druhé straně. V patře byl byt přednosty a nocležna.